# Любовь из-под палки
«Любовь из-под палки» (исп. Amor a palos) — венесуэльский сериал 2005 года, поднимающий вопросы феминизма, борьбы женщин за равноправие, возможность воспитывать детей и, в первую очередь, быть счастливыми и любимыми. Главных героев сыграли Норкис Батиста и Лусиано д Алессандро.

## Сюжет
В Каракасе живёт молодая студентка Ана Хесус Амарал. Девушка учится на юридическом факультете и мечтает стать адвокатом. Она считает, что является жертвой общества, в котором правят мужчины. И приходит к выводу, что женщины должны помогать друг другу. Девиз Аны — «Женщина, защищай свое достоинство», поскольку она учла печальный опыт своей тети, которая постоянно терпит побои и жестокое обращение мужа. Ана клянётся, что мужчина никогда не поднимет на неё руку.
В начале сериала Ана и её однокурсницы устраивают целую демонстрацию на улице, чтобы поддержать известную журналистку Патрисию Лару. Женщина уже долгое время судится со своим мужем, чтобы забрать у него детей. Супруг, в свою очередь, не желает отдавать детей, и требует с Патрисии алименты на их содержание. В суде Ана встречается с Хуаном Марко Коронелем. Когда-то в детстве он был её первой влюбленностью. Но сейчас оказалось, что Хуан — это известный адвокат, который на суде будет защищать мужа Патрисии Лары.
Хуан — бабник, постоянно меняющий женщин. И в этом году он поспорил со своим другом на сто тысяч долларов, что соблазнит 70 женщин за год. Ана окажется как раз последней женщиной, которую ему нужно очаровать. Но судьба распорядится так, что Хуан полюбит её, хотя девушка будет непростой добычей. Кроме того, в сериале появятся ещё три женщины, которые смогут изменить мужчин, которых любят. Вирхиния — это успешный адвокат, но она очень несчастна. Ей исполнилось 40 лет, но она не вышла замуж и не родила ребёнка. И возможность стать матерью превратилась в самое безумное желание.
Вторая женщина — это Магдалена. Она считает, что должна помогать мужу и быть хорошей хозяйкой и мамой. Однако, она узнает, что муж изменяет ей. И в этот день её жизнь изменится, когда она попадет в аварию и собьет бездомного мужчину, который собирал подаяние. И третья героиня — это юная девушка Грета, которая только переживает свое первое чувство и узнает, какую власть женщина может иметь над мужчиной. Все эти женщины решат изменить своих мужчин и создать из них идеал, о котором они мечтают.

## Актёры
- Норкис Батиста — Ана Хесус Амарал
- Лусиано Д’Алессандро — Хуан Марко Коронель
- Наталия Рамирес — Магдалена Лам де Сориано
- Алехандро Лопес — Хайро Рестрепо Морейра дос Сантос
- Эмма Раббе — Вирхиния Ревуэлтас
- Роберто Мессути — Тарзан /  Рене Карденас / Ренато Риццо
- Хильда Абрахамс — Памэла Джонсон
- Дора Маццоне — Ауксилиадора Амарал де Морейра
- Элиана Лопес — Ориана Понсе де Леон
- Леонардо Марреро — Викторино Сориано
- Мигель Августо Родригес — Бельтран Понсе де Леон
- Абриль Шрайбер — Грета Джонсон
- Мануэль Соса — Вильфредо Сапата
- Кьяра — Патрисия Лара
- Джульет Лима — Росио Варгас
- Абелардо Бена — Лоренсо Джордан
- Кимберли дос Рамос — Джульетта Сориано Лам
- Уго Васкес — Таманако Пелайя
- Лильбет Морильо — Корнелия Фокс[4]